# Gallery of Modern Art (Brisbane)
The Gallery of Modern Art (GoMA) – muzeum sztuki znajdujące się w Queensland Cultural Centre w mieście Brisbane w australijskim stanie Queensland. Galeria jest częścią QAGOMA (Queensland Art Gallery and Gallery of Modern Art). Instytucja skupia się na sztuce współczesnej z XX i XXI wieku.  

## Historia
W lipcu 2002, po rozstrzygnięciu konkursu, studio architektoniczne Architectus z Sydney otrzymało zlecenie od rządu stanowego Queensland na zaprojektowanie siedziby galerii sztuki nowoczesnej. Zaplanowano ją jako drugą galerię sztuki w kompleksie Queensland Cultural Centre, pierwszą z galerii była Queensland Art Gallery (QAG) otwarta 21 czerwca 1982 roku. 
Prace nad budową ruszyły w 2004 roku. Otwarcie Gallery of Modern Art miało miejsce 2 grudnia 2006 roku.
W 2010 roku GOMA i QAG odwiedziło ponad 1,8 miliona zwiedzających. W 2017 kompleks odwiedziło ponad dwa miliony zwiedzających.

## Wystawy
Galeria zajmuje się prezentowaniem sztuki współczesnej. Od 1993 instytucja organizuje Triennale Sztuki Współczesnej Azji i Pacyfiku, podczas którego pokazywane są prace artystów z regionu. Triennale odbywa się co trzy lata. W galerii mają miejsce zarówno wystawy poświęcone indywidualnym artystom (np. Picasso: The Vollard Suite w 2008 roku) i wystawy zbiorowe, zawierające prace wielu artystów np. poświęcone danej tematyce jak Air w 2022 czy Marvel: Creating the Cinematic Universe w 2017, w ramach której prezentowano grafiki i rekwizyty z filmów studia Marvel.

## Galeria

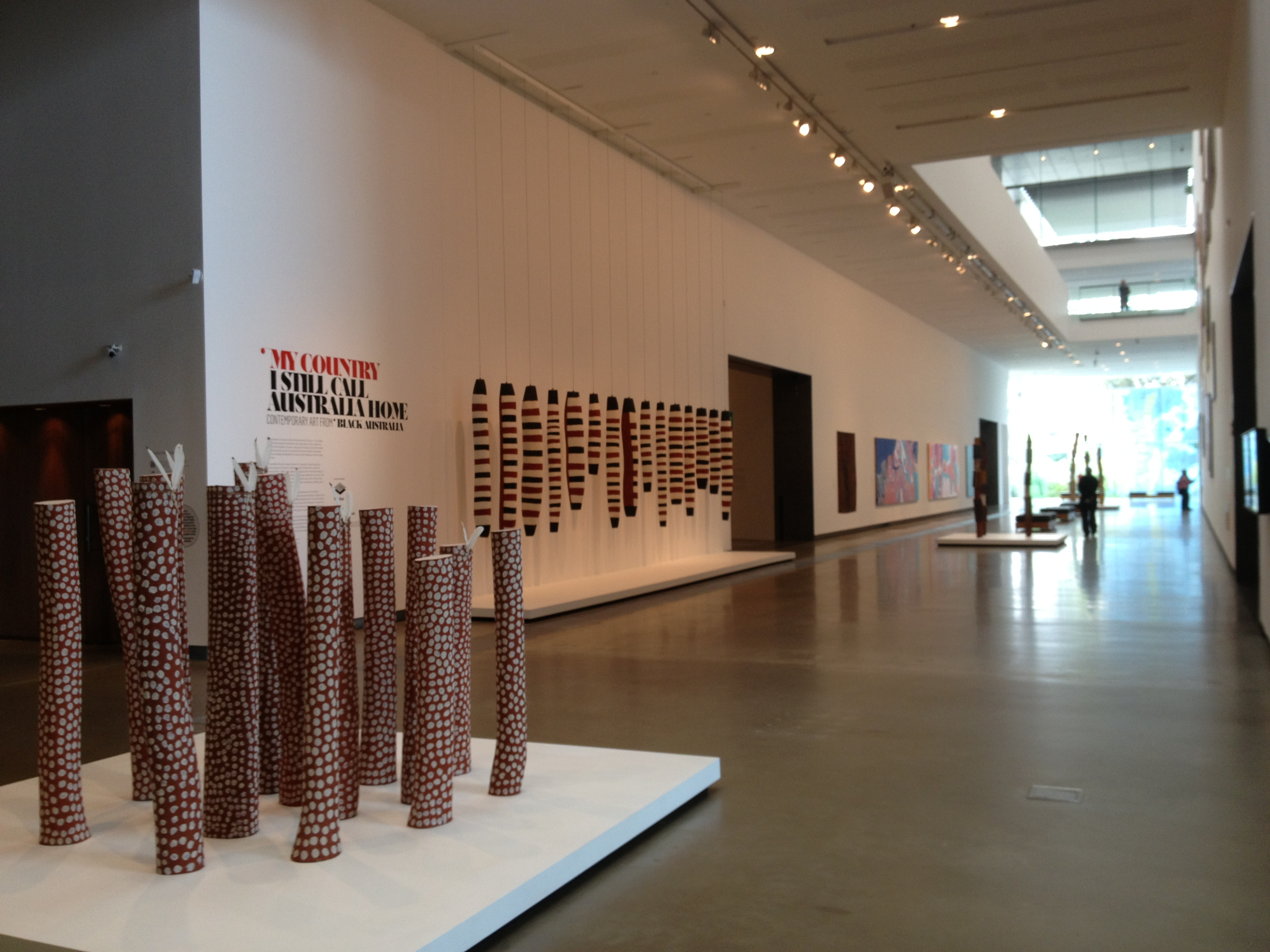
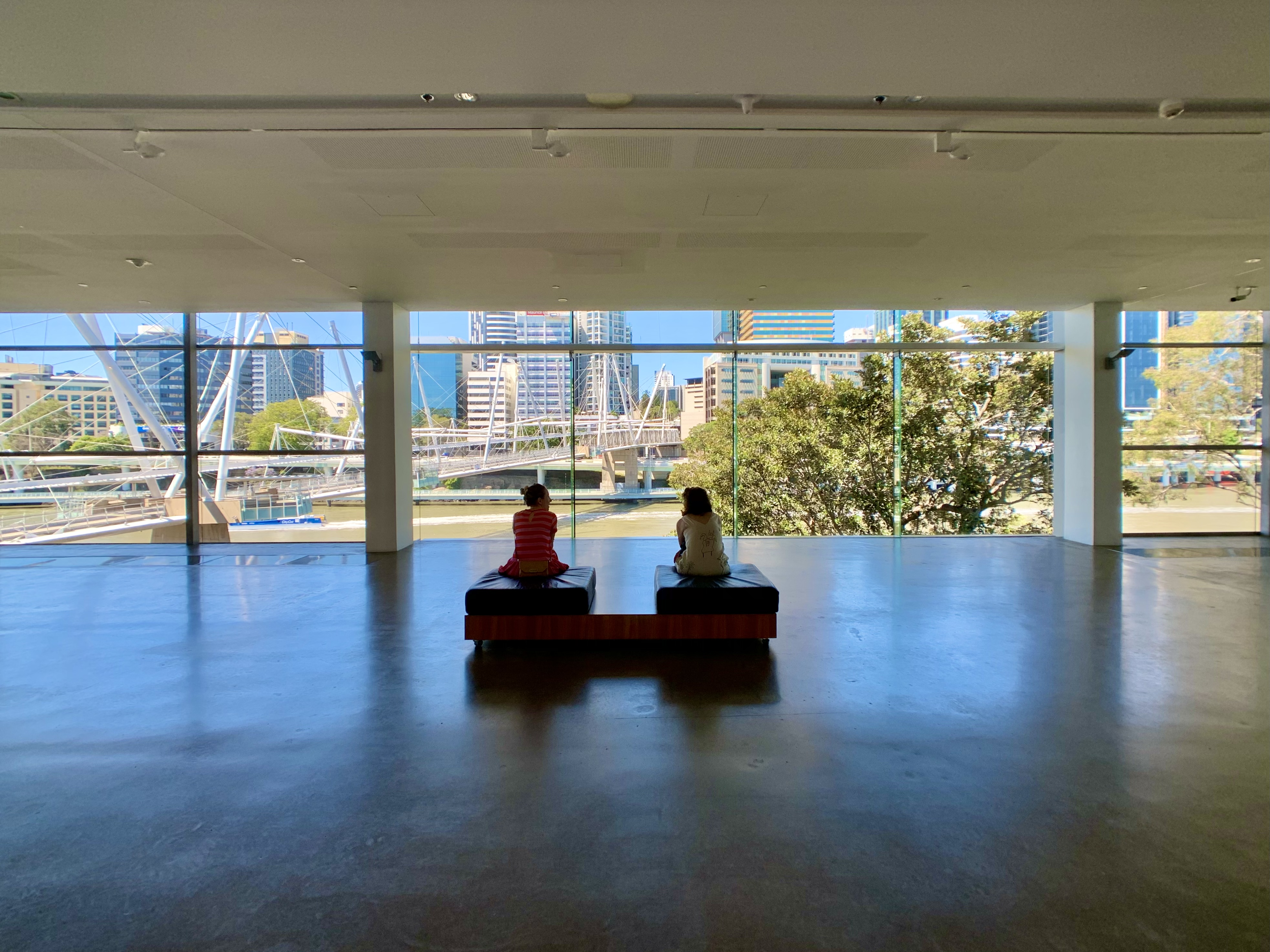
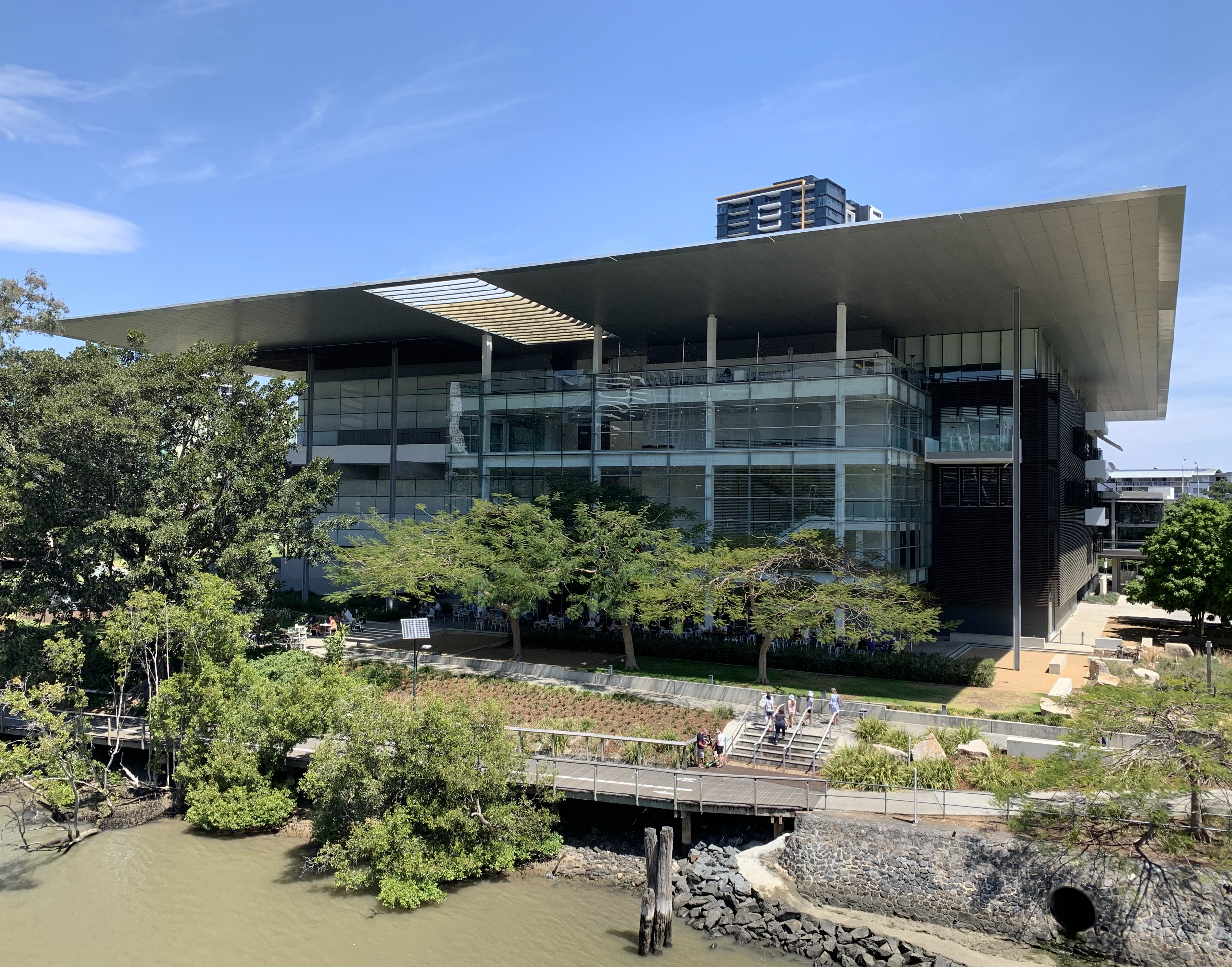